# Emilio Monaldi
Emilio Monaldi (Porto Recanati, 15 settembre 1947) è un allenatore di calcio ed ex calciatore italiano, di ruolo difensore.

## Carriera

### Giocatore
Dopo il debutto nella squadra del suo paese d'origine, nella stagione 1967-1968 ha militato nell'Inter, con la quale ha debuttato in l'8 novembre 1967 nella gara Inter-Atalanta (4-1) valida per la Coppa Italia, ed ha successivamente disputato altre 5 gare nel campionato di Serie A di quella stagione, che la sua squadra concluse in quinta posizione.
L'anno dopo scende in campo con la maglia del Mantova, che chiude al centroclassifica il campionato di Serie B.
Gioca nella stessa categoria anche nel 1969-1970, con la maglia del Como, che evita per un punto la retrocessione in Serie C.
Nella terza categoria professionistica gioca con la maglia del Matera nelle stagioni 1972-1973 e 1974-1975, e con quella del Lecce nella stagione 1973-1974.
In carriera ha totalizzato complessivamente 5 presenze in Serie A e 23 in Serie B.

### Allenatore
Nella stagione 1978-1979 è stato il vice allenatore del Palermo, facendo da secondo a Fernando Veneranda. L'anno seguente segue Veneranda al Verona.